# Acsmithia densiflora
Acsmithia densiflora là một loài thực vật có hoa trong họ Cunoniaceae. Loài này được (Brongn. & Gris.) Hoogland mô tả khoa học đầu tiên năm 1979.